# Maroko na Eurovision Song Contest
Maroko se zúčastnilo jednoho ročníku soutěže Eurovision Song Contest, a to v roce 1980. Zemi reprezentovala zpěvačka Samira Saïd a písní „Bitakat Hob“ zpívanou v arabštině skončila na předposledním místě.

## Pozadí
Marocká veřejnoprávní televize Société Nationale de Radiodiffusion et de Télévision (SNRT) je řádným členem EVU a může se tak účastnit soutěže Eurovision Song Contest, kvůli účasti Izraele ale tuto možnost nevyužívá. Předchůdce SNRT, Radiodiffusion-Télévision Marocaine (RTM), která vysílala vybrané ročníky v 60. a 70. letech, se ale rozhodla v roce 1980 zúčastnit, jelikož Izrael v tomto roce ze soutěže odstoupil. Byla to první a dosud poslední účast země v soutěži.
Před Marokem se soutěže chtěla účastnit pouze jedna africká země, a to Tunisko. To ze soutěže v roce 1977 ale nakonec odstoupilo.

## Účast v roce 1980
RTM do soutěže vyslala zpěvačku Samiru Bensaïd s písní „Bitakat Hob“. Jedná se o mírně svižné číslo ovlivněné západní disko hudbou a arabskými podtóny. V textu se hovoří o potřebě míru mezi světovými národy a popisuje vizi společnosti bez války a nenávisti. Bylo to interpretováno jako poselství míru adresované Izraeli a arabským zemím.
Eurovision Song Contest se konala 19. dubna 1980 v Haagu. Maroko vystoupilo jako páté v pořadí, orchestr dirigoval Jean Claudric. Skladba skončila před Finskem na předposledním, 18. místě. Všech 7 bodů Maroko získalo od Itálie.
Toto umístění bylo pro RTM zklamáním a stanice se rozhodla soutěže nadále neúčastnit. Soutěž ale pomohla kariéře marocké zpěvačky, která se stala jednou z předních arabských umělkyň 20. století.
„Bitakat Hob“ byla první píseň na Eurovizi s arabským textem a zůstává jedinou skladbou zpívanou výhradně v arabštině.
| Skóre   | Země   |
| ------- | ------ |
| 12 bodů |        |
| 10 bodů |        |
| 8 bodů  |        |
| 7 bodů  | Itálie |
| 6 bodů  |        |
| 5 bodů  |        |
| 4 body  |        |
| 3 body  |        |
| 2 body  |        |
| 1 bod   |        |

| Skóre   | Země               |
| ------- | ------------------ |
| 12 bodů | Turecko            |
| 10 bodů | Německo            |
| 8 bodů  | Spojené království |
| 7 bodů  | Švýcarsko          |
| 6 bodů  | Švédsko            |
| 5 bodů  | Španělsko          |
| 4 body  | Norsko             |
| 3 body  | Rakousko           |
| 2 body  | Dánsko             |
| 1 bod   | Francie            |

## Budoucnost

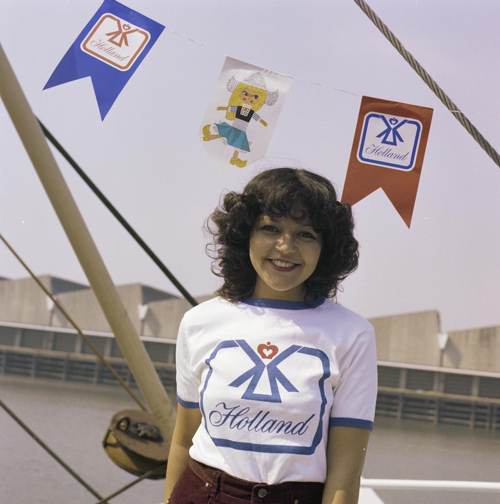
Reprezentantka země Samira Bensaïd

Druhá marocká televizní společnost 2M TV vyjádřila svůj záměr vstoupit do EVU. Pokud by byla žádost úspěšná, mohla by se soutěže účastnit. V květnu 2018 izraelský ministr komunikací Ajúb Qará oznámil svůj záměr pozvat země arabského světa k účasti na soutěži v Tel Avivu 2019, Maroko se ale na seznamu zúčastněných zemí nakonec neobjevilo.

## Výsledky
| Rok  | Interpret      | Píseň                    | Jazyk     | Pořadí | Body |
| ---- | -------------- | ------------------------ | --------- | ------ | ---- |
| 1980 | Samira Bensaïd | „Bitakat Hob“ (بطاقة حب) | arabština | 18     | 7    |